# Jimmy Eat World/Jebediah Split
Jimmy Eat World/Jebediah Split es un álbum split de Jimmy Eat World con los australianos Jebediah. La discográfica independiente Big Wheel Recreation lanzó este disco el 31 de agosto de 2000.

## Listado de canciones
- Jimmy Eat World

1. «The Most Beautiful Things»
2. «No Sensitivity»
3. «Cautioners»

- Jebediah

1. «Animal»
2. «The Less Trusted Pain Remover»
3. «Harpoon»